# Futebol Clube de Alverca
Pour les articles homonymes, voir Alverca.
Maillots
Actualités
Le Futebol Clube de Alverca est un club de football portugais, situé à Alverca do Ribatejo dans la banlieue de Lisbonne.

## Historique
Le club passe 5 saisons en Liga (1re division). 
Il obtient son meilleur classement en première division lors de la saison 1999-2000, où il termine à la 11e place du championnat, avec 11 victoires, 8 matchs nuls et 15 défaites. La dernière présence en 1re division du FC Alverca remonte à la saison 2003-2004.
Le FC Alverca évolue pour la dernière fois en deuxième division lors de la saison 2004-2005. À l'issue de la saison 2004-2005, l'équipe fanion descend en 1re division du district de Santarém, soit la septième division, à la suite de gros problèmes financiers.
En février 2025, Vinícius Júnior et ses partenaires sont devenus copropriétaires du club, acquérant entre 70 et 80 % des actions pour un montant compris entre 8 et 10 millions d'euros.
En mai 2025, le club fini deuxième du Championnat du Portugal de deuxième division  est promu en Liga Portugal, 21 ans après avoir quitté l'élite portugaise.

## Bilan saison par saison
| Saisons   | I  | II | III | IV | V | VI | VII |
| 1993-1994 |    |    | 3   |    |   |    |     |
| 1994-1995 |    |    | 1   |    |   |    |     |
| 1995-1996 |    | 13 |     |    |   |    |     |
| 1996-1997 |    | 15 |     |    |   |    |     |
| 1997-1998 |    | 3  |     |    |   |    |     |
| 1998-1999 | 15 |    |     |    |   |    |     |
| 1999-2000 | 11 |    |     |    |   |    |     |
| 2000-2001 | 12 |    |     |    |   |    |     |
| 2001-2002 | 18 |    |     |    |   |    |     |
| 2002-2003 |    | 2  |     |    |   |    |     |
| 2003-2004 | 16 |    |     |    |   |    |     |
| 2004-2005 |    | 13 |     |    |   |    |     |
| 2005-2006 |    |    |     |    |   |    |     |
| 2006-2007 |    |    |     |    |   |    |     |
| 2007-2008 |    |    |     |    |   |    | 1   |
| 2008-2009 |    |    |     |    |   | 3  |     |
| 2009-2010 |    |    |     |    |   |    |     |
| 2022-2023 |    |    | 3   |    |   |    |     |
| 2023-2024 |    |    | 1   |    |   |    |     |
| 2024-2025 |    | 2  |     |    |   |    |     |

## Personnalités du club

### Anciens joueurs
- Abel Silva
- Marco Airosa
- Akwá
- Alhandra
- Amoreirinha
- Nuno Assis
- / Filipe Azevedo
- Bruno Basto
- Marco Caneira
- Ricardo Carvalho
- Hugo Costa
- Deco
- Ilshat Faïzouline
- Carlos Fumo
- Ronald García
- Hugo Leal
- / Rodolfo Lima
- André Macanga
- Maniche
- Mantorras
- / Marinho
- Miner
- Nandinho
- Sergueï Ovtchinnikov
- Yannick Quesnel
- Quinzinho
- Paulo Santos
- / Ernesto Soares
- José Sousa
- / Mickaël Tavares
- Emerson Thome
- Nélson Veríssimo

### Effectif professionnel actuel
Le premier tableau liste l'effectif professionnel du FC Alverca pour la saison 2025-2026.